# Intendencia de La Paz
La gobernación intendencia de La Paz o intendencia de La Paz, también conocida como provincia de La Paz, fue un área administrativa integrante del Imperio español dentro del virreinato del Río de la Plata, situada en el territorio de la actual Bolivia y áreas adyacentes del Perú.

## Historia
El corregimiento de La Paz  fue creado en 1548 por el virrey del Perú Pedro de La Gasca. El capitán Alonzo de Mendoza, fundador de la ciudad, fue su primer corregidor y justicia mayor desde el 20 de octubre de 1548. 
La intendencia fue creada por la Real Ordenanza de Intendentes de Ejército y Provincia del 28 de enero de 1782, que dividió el Virreinato del Río de la Plata en ocho intendencias, entre ellas la de La Paz que fue formada en base al Corregimiento de La Paz y las entonces provincias de Lampa, Carabaya y Azángaro
La intendencia estaba a cargo de un gobernador intendente nombrado por el rey y además de la ciudad de La Paz, estaba subdividida entre los partidos (a veces llamados subdelegaciones) de: Pacajes (con cabecera en el pueblo de Caquiavire), Omasuyos (con cabecera en el pueblo de Omasuyos), Larecaja (con cabecera en el pueblo de Sorata), Sicasica (con cabecera en el pueblo de Sicasica), Chulumani o Yungas (con cabecera en el pueblo de Chulumani) y Caupolicán o Misiones de Apolobamba (con cabecera en el pueblo de Apolobamba).
El 13 de julio de 1810, el virrey del Perú proclamó la reincorporación provisional del territorio de la Real Audiencia de Charcas al Virreinato del Perú, hasta el final de la guerra. Ante el avance del Ejército del Norte, el intendente Domingo Tristán se plegó a la revolución, estableciéndose una junta el 18 de abril de 1811 integrada por José Landavere, José Astete y José María Valdez. El 12 de diciembre de 1810 un cabildo abierto eligió a Ramón Mariaca como diputado a la Junta, por 124 votos.
En el decreto de Antonio José de Sucre del 9 de febrero de 1825, se mencionan los partidos en que se dividía

Art. 1º: A fin de que mi Real voluntad tenga su pronto y debido efecto, mando dividir por ahora en ocho Intendentes el distrito de aquel Virreinato, y que en lo sucesivo se entienda por una sola Provincia el territorio o demarcación de cada Intendencia con el nombre de la Ciudad o Villa que hubiese de ser su Capital, y en que habrá de residir el Intendente quedando las que en la actualidad se titulan Provincias con la denominación de Partidos, y conservando estos el nombre que tienen aquellas. Será una de dichas Intendencias la General del Ejército y Provincia que ya se halla establecida en la Capital de Buenos Aires y su distrito privativo será todo el de aquel Obispado. Las siete restantes, que han de crearse, serán solo de Provincia; (...) otra en la Ciudad de La Paz, que tendrá por distrito todo el Obispado del mismo nombre, y además las Provincias de Lampa, Carabaya y Azángaro; (...). Y las expresadas demarcaciones se especificarán respectivamente en los títulos que se espedieren a los nuevos Intendentes que Yo elija, pues me reservo nombrar siempre y por el tiempo de mi voluntad para estos empleos personas de acreditado celo, honor, integridad y conducta, como que descargaré en ellas mis cuidados, cometiendo al suyo el inmediato gobierno y protección de mis Pueblos

José Sebastián de Segurola y Machain fue el primer gobernador intendente de La Paz, nombrado el 22 de agosto de 1783, tomó posesión el 1 de enero de 1784. 
A propuesta del virrey Juan José de Vértiz y Salcedo, el rey creó el 5 de junio de 1784 la Intendencia de Puno, segregando de la de La Paz los partidos de: Chucuito, Paucarcolla (Guancane o Puno), Lampa, Azángaro y Carabaya.

### Revolución de 1809
El 25 de mayo de 1809, Los hermanos Zudáñez, junto a Bernardo Monteagudo y Juan Antonio Álvarez de Arenales, fueron los precursores de esta gesta libertaria tan emblemática para el proceso de independencia y democracia de la República de Bolivia que se extendió 15 años más para alcanzar la liberación y emancipación nacional en 1825.
El 16 de julio de 1809, un grupo revolucionario encabezado por Pedro Domingo Murillo toma la gobernación y el obispado de La Paz, declarando su oposición al régimen de la Junta Suprema Central de España y proclamando un gobierno americano independiente el 27 de julio (Junta Tuitiva), algunos de los integrantes de esta junta fueron ejecutados el 29 de enero de 1810. 
El la intendencia/ departamento en ese momento:

el departamento de La Paz nombrará dos diputados por el partido ó cantón de Yungas, dos por el de Caupolican, dos por el de Pacajes, dos por el de Sicasica, dos por el de Omasuyos, dos por el de Larecaja y dos por el de La Paz.

### Periodo republicano
El departamento de La Paz, parte de Bolivia, como sección administrativa y terrorial, fue creado a partir de la Intendencia de la La Paz, mediante Decreto Supremo de 23 de enero de 1826.

## Misiones de Apolobamba
Los 8 pueblos (La Concepción de Apolobamba, Santa Cruz del Valle Ameno, San Juan de Buenavista o Zapata, San Antonio de Atén, San Juan de Sahagún de Moxos, San Antonio de Iriamas, y San José de Uchupiamonas, Santísima Trinidad de Yariapu o Tumiapaza) de las misiones franciscanas de Apolobamba pertenecían al corregimiento de Larecaja en el obispado de La Paz, existiendo un maestre de campo como comandante militar de ellos, que pasó a ser subdelegado partidario de Apolobamba en 1786. La misión del adyacente de Mapirí estaba a cargo de los agustinos y consistía de los pueblos de Mapirí, Consata, y Chiñijos.
El 22 de agosto de 1798 el rey dictó una real cédula por la cual ordenó que los franciscanos entregasen al obispo de La Paz los 8 pueblos para ser secularizados, mandando que cada una sea un curato. Una real orden del 30 de septiembre de 1804 ordenó que los pueblos misionales de Cavinas, Pacaguaras y Mosetenes, sean devueltos por el virreinato de Perú a la intendencia de La Paz. El 25 de diciembre de 1799 el rey dictó una real cédula confirmando que las misiones de Apolobamba estaban dentro de la jurisdicción de la intendencia de La Paz.

Estas misiones confinan con la provincia de Larecaja por los pueblos de Caruata y Pelechuco que están situados al Norte de ellas. Se extienden, por una parte de Sur á Norte, hasta las fronteras de los indios infieles Toromonas y por otra de Este á Oeste se unen con las Misiones de Mojos ó Reyes y con las del Gran Paititi ó Mapiri al cargo de rreligiosos de San Agustín al Nordeste de dicha provincia de Larecaja, y que comprehenden sólo, según parece, los pueblos de Consata y Chinijo. La provincia de Apolobamba se halla dividida, en sí misma en pueblos que se dicen de adentro y de afuera; éstos son: los de Mojo, Pata, Santa Cruz, Atén y Apolobamba; los dos primeros son inmediatos á la entrada, única á ellos, por el pueblo de Pelechuco, pues aunque el de Camata está contiguo, no hay por él camino alguno. Los de dentro, son los inmediatos á los Toromonas, que son: San Joseph, La Trinidad, Tumupaza é Yziamaz. Para hir á éstos desde los otros es necesario salir del pueblo de Nuestra Señora de la Concepción de Apolobamba y atravesar un río caudaloso para llegar con viaje de siete días á San Joseph que es el primero de ellos. Estos pueblos, aunque debían suponerse todos de indios Chunchos, por ser provincia de ellos, hay muchos cuyos habitantes son mestizos, cholos, é indios forasteros, como sucede en el primero inmediato á Larecaja. En los otros siempre son éstos los de menor número y sólo en Atén y Apolobamba é Isiamas, que es el más avanzado á los infieles Toromonas, son todos Chunchos, y sólo hay algún otro forastero y dos españoles en la capital, de modo que el total número de habitantes en toda la provincia no exede de 1.354.
Descripción de las misiones de Apolobamba, 1780

## Partidos y pueblos
El 16 de abril de 1801, el Intendente de La Paz, Antonio Bungunyo, envió un informe al virrey sobre los pueblos de la intendencia:

Govierno Intendencia de La Paz, ciudad y provincia de este nombre.

ESTADO que manifiesta los pueblos y lugares de su comprehención; se compone de seis partidos, todos ellos de indios, algunos Cholos y mestisos, con la residencia fija de pocos españoles que se hallan ocupados en sus haziendas, labores ó comersio.

- Partido de Yungas. Se componía de 15 pueblos, de entre ellos los siguientes:

- Chulumani (capital)
- Collana
- Irupana
- Mecapaca
- Laza
- Palca
- Suri
- Coroyco
- Ocobaya
- Cohoni
- Chirca
- Coripata
- Chupe
- Pacallo
- Yanacachi.

- Partido de Larecaja. Se componía de 23 pueblos:

- Sorata (capital)
- Ambaná
- Ilabaya
- Italaque
- Combaya
- Mocomoco
- Chuchulaya
- Charasani
- Timusi
- Curba
- Camata
- Ananea
- Carejana
- Yani
- Consata
- Chinijo (reducción de misiones del partido)
- Aucapata
- Ayata
- Tipuani
- Chuma
- Challana
- Quibaya
- Songo.

- Partido de Caupulican. Se componía de 8 pueblos:

- Apolobamba (capital)
- San Juan de Sagunt
- San Antonio de Atén
- San José de Uchupiamonas
- Santa Cruz del Valle Ameno
- Santísima Trinidad de Tumupasa
- San Juan de Buenavista Pata
- San Antonio de Isiamas.

- Partido de Sicasica. Se componía de 16 pueblos:

- Sicasica (capital)
- Yaco
- Humala
- Ichoca
- Ayohayo
- Inquisivi
- Calamares
- Capiñata
- Chanca
- Cabari
- Sapahaqui
- Mohosa
- Luribay
- Caracollo
- Araca
- Caracato.

- Partido de Pacages. Se componía de 13 pueblos:

- Caquiabiri (capital)
- Caquingora
- Callapa
- Curaguara
- Ulloma
- Calacoto
- Santiago de Machaca
- Jesús de Machaca
- San Andrés de Machaca
- Guaqui
- Tiaguanaco
- Viacha
- Hachocalla.

- Partido de Omasuyos. Se componía de 10 pueblos:

- Hachacache (capital)
- Guarina
- Laxa
- Pucarani
- Copacabana
- Santiago de Guata
- Ancoraimes
- Carabuco
- Esconia
- Guaicho.

## Gobernadores intendentes
- Sebastián de Segurola Zelayarán y Oliden Egaña (o José Sebastián de Segurola y Machaín); asumió el 1 de enero de 1784 hasta el 2 de octubre de 1789 (designado el 22 de agosto de 1783)
- José Pablo Conti; asumió interinamente en octubre de 1789 hasta 1790
- Agustín de Goyoneta; asumió interinamente el 3 de octubre de 1790 hasta 1791
- Juan Manuel Alvares; asumió en julio de 1791 hasta 1793
- Pedro Nolasco Crespo; asumió interinamente en 1793
- Francisco Antonio Dionisio de Cuellar; asumió en julio de 1793 hasta 1795
- Fernando de la Sota y Agüero; asumió interinamente en septiembre de 1795 hasta el 11 de septiembre de 1796
- Antonio Burgunyó y Juan; asumió en septiembre de 1796 hasta octubre de 1807
- Tadeo Dávila; asumió en octubre de 1807 hasta 16 de julio de 1809
- Cabildo gobernador (o Junta Gobernadora de La Paz); 16 de julio hasta el 21 de julio de 1809 (cabildo revolucionario)
- Junta Tuitiva de los Derechos del Rey y del Pueblo (presidida por Pedro Murillo); 21 de julio hasta 30 de septiembre de 1809 (junta de gobierno revolucionaria)
- Pedro Murillo, como jefe superior político y militar; asumió el 30 de septiembre hasta el 25 de octubre de octubre de 1809 (revolucionario)
- Juan Ramírez Orozco; asumió interinamente el 23 de noviembre de 1809 hasta el 30 de septiembre de 1810
- Domingo Tristán y Moscoso; asumió interinamente el 30 de septiembre de 1810 hasta el 4 de junio de 1813 (se adhiere a la Junta de Buenos Aires el 16 de noviembre de 1810)
- Gregorio de Hoyos, II marqués de Valehoyos; asumió el 4 de junio de 1813 hasta el 24 de septiembre de 1814
- José Astete (Junta de Gobierno: Astete, Eugenio Medina y José Agustín Arze); asumió interinamente el 24 de septiembre hasta el 4 de noviembre de 1814 (revolucionario)
- José María Landavere; asumió el 5 de noviembre de 1814 hasta el 26 de octubre de 1816
- Mariano Ricafort; asumió 26 de octubre de 1816 hasta el 1 de febrero de 1817
- Juan Sánchez Lima; asumió el 1 de febrero de 1817 hasta 1822
- Francisco Huarte Jáuregui; asumió el 1822 hasta 1823
- José Ramón de Loayza Pacheco, como presidente del departamento; 1823 (independentista)
- José de Mendizábal e Imaz; asumió interinamente el 25 de septiembre de 1823 hasta 29 de enero de 1825[6]

El 29 de enero de 1825, ocupó la plaza un batallón comandado por el general de división José Miguel Lanza, proclamándose «gobernador (o presidente) y comandante general» de la provincia y proclamando la emancipación de La Paz, acatando así las órdenes del general Antonio José de Sucre, quien le concedió los títulos el 1 de enero.